# Franc Bunc
Franc Bunc (tudi Franc Bunz), slovenski učitelj in narodni buditelj, * 18. september 1831, Škrbina, Komen, † 9. september 1902, Komen.

## Življenje in delo
V Gorici je končal dvoletni učiteljski tečaj. Leta 1852 so v Kamnjah ustanovili triletno ljudsko šolo. Bunc je prevzel pouk na šoli ter mesto zborovodje in organista. Kasneje je služboval na Nabrežini, Komnu in Škrbini. Po upokojitvi se je preselil k sinu v Komen. Bunc se je literarno udejstvoval v duhu Slomškovih spisov za mladino. Dopisoval je v Kmetijske in rokodelske novice in v slovenščino prevedel zgodovinsko povest Čudne božje poti vsemogošnosti ali skrivnostne sodbe srednjih časov.